# Кинабалуйская белка
Кинабалуйская белка (лат. Callosciurus baluensis) — вид беличьих из рода прекрасных белок. Обитает на высоте более 300 м в Сабахе и Сараваке (Малайзия) и на Калимантане (Индонезия). 

## Описание
Брюхо тёмно-красноватое, иногда с тёмной линией посередине. Спина серо-чёрная с красноватыми пятнами на лице и ногах. Шерсть на боках короткая, по цвету переходящая от белого к чёрному.

## Образ жизни
Продолжительность жизни одного поколения составляет примерно 4 года.

## Угрозы и охранный статус
Виду угрожает исчезновение среды обитания в результате вырубки лесов. Кинабалуйские белки встречаются в ряде охраняемых районов. Хотя численность вида сокращается, Красная книга МСОП рассматривает его в категории «Вызывающие наименьшие опасения» из-за невысоких темпов сокращения популяции.